# Brian Quinnett
Brian Quinnett, né le 30 mai 1966, à Pullman, dans l'État de Washington, est un ancien joueur américain de basket-ball. Il évolue au poste d'ailier fort. 